# 2005 EJ300
2005 EJ300, também escrito como 2005 EJ300, é um objeto transnetuniano que está localizado no Cinturão de Kuiper, uma região do Sistema Solar. Este corpo celeste é classificado como um provável cubewano. Ele possui uma magnitude absoluta de 8,0 e tem um diâmetro estimado com 111 km.

## Descoberta
2005 EJ300 foi descoberto no dia 11 de março de 2005 pelo astrônomo Marc W. Buie.

## Órbita
A órbita de 2005 EJ300 tem uma excentricidade de 0,000 e possui um semieixo maior de 43,123 UA. O seu periélio leva o mesmo a uma distância de 43,123 UA em relação ao Sol e seu afélio a 43,123 UA.